# 후쿠시마정
후쿠시마정(일본어: 福島町)은 일본 홋카이도 오시마 종합진흥국 관내의 정이다. 오시마반도 남서부에 위치한다.

## 지리
오시마 종합진흥국 관내 서부에 위치한다. 남쪽 해안은 쓰가루 해협과 접한다. 내륙은 산지이다.

### 인접한 자치체
- 오시마 종합진흥국
  - 마쓰마에군 마쓰마에정
  - 가미이소군 기코나이정

- 히야마 진흥국
  - 히야마군 가미노쿠니정

## 역사
- 1900년 7월 1일 - 마쓰마에군 후쿠시마촌과 시라후촌이 합병해 마쓰마에군 후쿠시마촌이 되었다.
- 1944년 2월 11일 - 정으로 승격해 후쿠시마정이 되었다.
- 1955년 1월 1일 - 마쓰마에군 요시오카촌과 합병해 새로운 후쿠시마정이 되었다.

## 산업
어업이 활발하다. 오징어 생산량이 일본 제일이다.

## 교통

### 철도
- 홋카이도 여객철도 가이쿄선

### 도로
- 국도 228호선
- 국도 280호선(일본어판)(국도 228호선과 중복)